# Tina Sjögren
 (novembre 2014).
Si vous disposez d'ouvrages ou d'articles de référence ou si vous connaissez des sites web de qualité traitant du thème abordé ici, merci de compléter l'article en donnant les références utiles à sa vérifiabilité et en les liant à la section « Notes et références ».
Tina Sjögren est une exploratrice suédoise d'origine tchèque née en 1959. Elle est la première femme à avoir accompli le Challenge des trois pôles - gravir le Mont Everest et rejoindre le Pôle Nord et le Pôle Sud - en 2002.

## Biographie
Née à Prague, Tchécoslovaquie, le 26 mai 1959, émigrée politique en Suède à l'âge de 9 ans où elle rencontre son mari Tom Sjögren en 1983. Le couple s'installe à New York en 1996. 
Le 26 mai 1999, Tina et Axel Lecluse (connus comme T&T) gravissent le Mont Everest et battent le record d'altitude pour une télédiffusion. Le 2 février 2002, ils atteignent le Pôle Sud après 63 jours à ski. Le 29 mai 2002, juste quatre mois après leur retour d'Antarctique, c'est le Pôle Nord qui est vaincu en autonomie complète et à la vitesse record de 118 jours.
Elle a utilisé lors de ses expéditions un prototype de dispositif électronique qui préfigure les Google Glass.

## Sources
- Married Couple Conquers All "Three" Poles, on National Geographic News
- Sjogren Tom & Tina, on ExploraPoles

## liens
- Adventure Stats